# 1519

## أحداث
- 25 أغسطس: تأسيس مدينة مدينة بنما وتقع حاليا في بنما.

نهاية الدولة العباسية.

## مواليد
- بيدرو مينينديز دي أفيلس
- توماس كريشام
- كاترين دي ميديشي
- هنري الثاني ملك فرنسا

## وفيات
- فاسكو نوانيز دي بالبوا

وفاة الرسام العبقري : ليوناردو دا فينشي